# H.B. Warner
H.B. Warner (26 oktober 1875 – 21 december 1958) was een Brits acteur. Hij was een populaire toneelspeler en acteur in stomme films. Toen de geluidsfilms werden geïntroduceerd werd hij regelmatig gecast voor bijrollen, zoals in een aantal films van Frank Capra.

## Biografie
Op 26 oktober 1875 werd Warner geboren in St John's Wood (Londen) en kreeg de naam Henry Byron Charles Stewart Warner-Lickfold. Warner studeerde in Bedfordshire en wilde aanvankelijk medicijnen studeren, maar koos er later voor om toneelacteur te worden, net als zijn vader Charles Warner. Ook Warners oudere zus Grace Warner (1873-1925) was een toneelactrice.

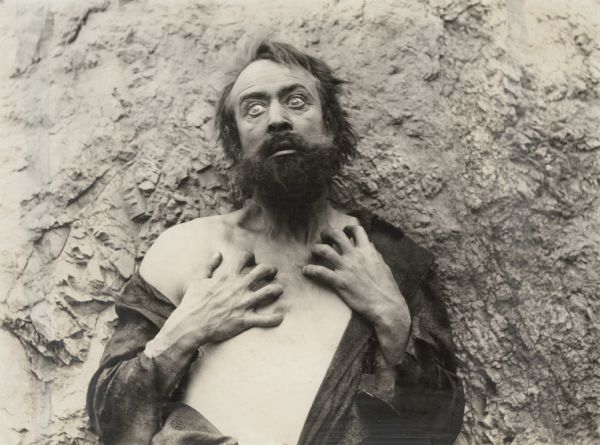
H.B. Warner speelt de aan morfine verslaafde Dr. Robert Lowndes in de stomme film The Beggar of Cawnpore (1916).

### Carrière
In 1914 debuteerde H.B. Warner als filmacteur in de stomme film The Lost Paradise. Zijn hoofdrol als Jezus Christus in Cecil B. DeMille's stomme film The King of Kings in 1927 betekende voor Warner zijn doorbraak. Vanaf dat moment werd hij voor belangrijke rollen gecast, zoals in Grand Canary (1934), A Tale of Two Cities (1935), The Rains Came (1939), Sunset Boulevard (1950) en The Ten Commandments (1956).
Warner werd regelmatig gecast voor films van Frank Capra. Voor zijn rol als Chang in Capra's film Lost Horizon (1937) werd Warner genomineerd voor een Oscar voor beste mannelijke bijrol. Andere films van Capra waarin Warner speelde waren Mr. Deeds Goes to Town (1936), You Can't Take It With You (1938), Mr. Smith Goes to Washington (1939) en It's a Wonderful Life (1946).

### Privéleven
Warner was tweemaal getrouwd. Zijn eerste vrouw, F.R. Hamlin, overleed in 1914 en Warner hertrouwde in 1915 met Marguerite L. 'Rita' Stanwood. Op 21 december 1958 overleed hij aan een hartaanval in Los Angeles en liet twee kinderen na van zijn tweede vrouw.

## Filmselectie
- The Ghost Breaker (1914)
- The Beggar of Cawnpore (1916)
- The Man Who Turned White (1919)
- The King of Kings (1927)
- Sorrell and Son (1927)
- Stark Mad (1929)
- The Divine Lady (1929)
- The Show of Shows (1929)
- The Gamblers (1929)
- Wedding Rings (1929)
- The Green Goddess (1930)
- A Woman of Experience (1931)
- The Reckless Hour (1931)
- Five Star Final (1931)
- Charlie Chan's Chance (1932)
- The Menace (1932)
- The Phantom of Crestwood (1932)
- Unholy Love (1932)
- The Crusader (1932)
- Sorrell and Son (1933)
- Jennie Gerhardt (1933)
- Grand Canary (1934)
- In Old Santa Fe (1934)
- A Tale of Two Cities (1935)
- Mr. Deeds Goes to Town (1936)

- Lost Horizon (1937)
- Victoria the Great (1937)
- Army Girl (1938)
- The Adventures of Marco Polo (1938)
- Bulldog Drummond in Africa (1938)
- Girl of the Golden West (1938)
- You Can't Take It With You (1938)
- The Rains Came (1939)
- Mr. Smith Goes to Washington (1939)
- Bulldog Drummond's Bride (1939)
- New Moon (1940)
- Topper Returns (1941)
- The Devil and Daniel Webster (1941)
- City of Missing Girls (1941)
- The Corsican Brotherss (1941)
- Crossroads (1942)
- Hitler's Children (1943)
- Women in Bondage (1943)
- It's a Wonderful Life (1946)
- High Wall (1947)
- Hellfire (1949)
- El Paso (1949)
- Sunset Boulevard (1950)
- Journey Into Light (1951)
- The Ten Commandments (1956)

## Trivia
- Warner heeft zijn eigen ster op de Hollywood Walk of Fame, op de 6600 Hollywood Blvd.